# Palaeorhyssalus dubitosus
Palaeorhyssalus dubitosus är en stekelart som beskrevs av Charles Thomas Brues 1933. Palaeorhyssalus dubitosus ingår i släktet Palaeorhyssalus och familjen bracksteklar. Inga underarter finns listade i Catalogue of Life.